# Jorge Ortiz
Jorge Alberto Ortiz, född 20 juni 1984 i Buenos Aires, Argentina, är en argentinsk före detta fotbollsspelare. 
Han kom till AIK från San Lorenzo, som är Argentinas tredje största klubb, inför 2008 års säsong. Ortiz spelade på innermittfältet i AIK, han debuterade mot Kalmar FF hemma säsongen 2008 och han gjorde sitt första mål för AIK på straff i derbyt mot Hammarby samma säsong. 2009 vann klubben både allsvenskan och svenska cupen. I juli 2010 kom AIK och Ortiz överens om att bryta kontraktet i förtid. Han hade då spelat 62 allsvenska matcher och gjort ett mål.
Jorge Ortíz enda klubb utanför hemlandet Argentina är AIK, om man bortser från en kort lånesejour i mexikanska Tijuana.

### Fotnoter
1. ↑  "Ortiz lämnar AIK". TT/DN. 17 juni 2010. Läst 17 juni 2010.
2. ↑  "AIK:s guldhjältar 2009 – var är de nu?". Sportal.se. 1 augusti 2018. Läst 16 augusti 2018.